# Čagodošča
La Čagodošča (anche Čagoda; in russo Чагодоща?) è un fiume della Russia europea centrale, principale affluente (di sinistra) della Mologa. Scorre nel Boksitogorskij rajon dell'Oblast' di Leningrado e nei rajon Čagodoščenskij, Babaevskij e Ustjuženskij dell'Oblast' di Vologda.
Nasce dal versante occidentale delle alture di Tichvin, catena di bassi rilievi collinari nella sezione sudorientale della oblast' di Leningrado; scorre con direzione mediamente orientale su tutto il suo percorso, attraversando una zona debolmente ondulata e spesso paludosa nella parte sudoccidentale della oblast' di Vologda; sfocia nella Mologa nei pressi dell'insediamento di Imeni Željabova. Il maggiore centro abitato incontrato nel suo corso è Čagoda.
La Čagodošča è gelata, mediamente, da fine novembre a fine aprile; il periodo in cui si registrano le maggiori portate di acqua è aprile-maggio.